# Konrad Zdarsa
Konrad Zdarsa, né le 7 juin 1944 à Hainichen (État libre de Saxe), est un prélat catholique allemand, évêque de Görlitz de 2007 à 2010 et évêque d'Augsbourg de 2010 à 2019. 

## Biographie

### Famille et formation
Konrad Zdarsa est le septième enfant de Johann Seiler Zdarsa et d'Elisabeth, née Goppel, sœur d'Alfons Goppel. Ainsi, il est également le cousin du politicien Thomas Goppel. Étant d'origine autrichienne, la RDA lui interdit de quitter le pays.
Après avoir quitté l'école régulière, l'entrée dans l'enseignement supérieur lui est refusée. Il fait donc une formation de tourneur dans une usine de Hainichen, puis se tourne vers les études en théologie en en philosophie catholique au séminaire d'Erfurt.
Le 16 mars 1974, il est ordonné prêtre par Mgr Gerhard Schaffran.
En 1977, il est envoyé à l'Université pontificale grégorienne et obtient, en 1982, son doctorat en droit canonique.

### Ministères
En 1976, il devient vicaire et secrétaire particulier de Mgr Gerhard Schaffran. 
En 1985, il est nommé défenseur du lien (en) du diocèse, puis devient, en 2004, vicaire général de Dresde-Meissen.

### Épiscopat
Le 24 avril 2007, il est nommé évêque de Görlitz par le pape Benoît XVI. Il est consacré évêque le 23 juin suivant, par le cardinal Georg Maximilian Sterzinsky, assisté de Mgrs Joachim Reinelt et Rudolf Müller.
Le 8 juillet 2010, il est nommé évêque d'Augsbourg par le Pape Benoît XVI et est installé le 23 octobre suivant. Il se retire le 4 juillet 2019. 